# Alexandr Smyshlyaev
Alexandr Smyshlyaev, né le 16 mars 1987 à Lysva, est un skieur acrobatique russe spécialisé dans les épreuves de bosses.
Au cours de sa carrière, il a participé à trois éditions des Jeux olympiques, terminant troisième en 2014 derrière les Canadiens Alexandre Bilodeau et Mikaël Kingsbury. Son meilleur résultat aux mondial est une troisième place obtenue en 2015. En coupe du monde, il compte onze podiums dont une victoire.

## Palmarès

### Jeux olympiques d'hiver
| Édition/Discipline | Bosses |
| JO 2006            | 13e    |
| JO 2010            | 10e    |
| JO 2014            | Bronze |

### Championnats du monde
| Édition/Discipline | Bosses | Bosses en parallèle |
| Mondiaux 2009      | 46e    | 17e                 |
| Mondiaux 2011      | 5e     | 10e                 |
| Mondiaux 2013      | 13e    | 11e                 |
| Mondiaux 2015      | Bronze | 8e                  |

### Coupe du monde
- Meilleur classement général : 15e en 2014.
- Meilleur classement en bosses : 5e en 2014.
- 11 podiums en bosses dont 1 victoire (Voss en 2014).